# تكون الكيتون
تكون الكيتون هو عملية كيميائية حيوية تنتج من خلالها الكائنات أجسامًا كيتونية عن طريق تكسير الأحماض الدهنية والأحماض الأمينية الكيتونية. توفر العملية الطاقة لأعضاء معينة، وخاصة الدماغ والقلب والعضلات الهيكلية، في ظل سيناريوهات محددة بما في ذلك الصيام، وتقييد السعرات الحرارية، والنوم، أو غيرها. (في الأمراض الأيضية النادرة، قد يؤدي إنتاج السكر غير الكافي إلى التكون المفرط للكيتون ونقص السكر في الدم، مما قد يؤدي إلى حالة مهددة للحياة تعرف باسم الحماض الكيتوني غير السكري).
لا تنتج الأجسام الكيتونية بشكل إلزامي من الأحماض الدهنية، بل يُصنع كمية كبيرة منها فقط في حالة نقص الكربوهيدرات والبروتين، إذ تكون الأحماض الدهنية فقط هي المسؤولة عن تصنيعها.

## الإنتاج
تتكون الأجسام الكيتونية بشكل رئيسي في الميتوكوندريا لخلايا الكبد، التي تبدأ بتصنيعها استجابةً لعدم توفر الغلوكوز في الدم، مثل أثناء الصيام. خلايا أخرى، مثل الخلايا النجمية البشرية قادرة على إجراء عملية تكوين الكيتون، لكنها ليست فعالة في القيام بذلك. يحدث تولد الكيتون باستمرار في الفرد السليم. يخضع تكوين الكيتون في الأفراد الأصحاء في النهاية لسيطرة البروتين التنظيمي الرئيسي AMPK، والذي ينشط في أوقات الإجهاد الأيضي، مثل نقص الكربوهيدرات. يمنع التنشيط في الكبد تكوين الدهون، ويعزز أكسدة الأحماض الدهنية، ويثبط الأستيل كو إنزيم أ كربوكسيلاز، ويؤدي إلى تنشيط إنزيم مالونيل كو إنزيم أ ديكاربوكسيلاز، وبالتالي يحفز تكوين الكيتون. يعتبر الإيثانول مثبطًا قويًا للبروتين التنظيمي الرئيسي AMPK. وبالتالي يمكن أن يسبب اضطرابات كبيرة في حالة التمثيل الغذائي للكبد، بما في ذلك إيقاف تكوين الكيتون، حتى في سياق نقص السكر في الدم.
يحدث تكوين الكيتون في حال وجود مستويات منخفضة من الغلوكوز في الدم، بعد استنفاد مخازن الكربوهيدرات الخلوية الأخرى، مثل الغليكوجين. يمكن أن يحدث أيضًا عندما يكون الأنسولين غير كافٍ (مثل مرض السكري من النمط 1 والأقل شيوعًا من السكري من النمط 2)، خاصة خلال فترات «الكيتون المحدث بالجهد» مثل حالات المراضة المشتركة.
ثم يبدأ إنتاج أجسام الكيتون لتوفير الطاقة المخزنة كأحماض دهنية. تتكسر الأحماض الدهنية إنزيميًا في أكسدة بيتا (أكسدة الحمض الدهني) لتشكيل أسيتيل كو إنزيم أ. في ظل الظروف العادية، يتأكسد أسيتيل كو إنزيم أ بدرجة أكبر من خلال دورة حمض الستريك (دورة TCA / كريبس) ثم من خلال سلسلة نقل الإلكترون في المتقدرات لإطلاق الطاقة. ومع ذلك، إذا كانت كميات الأسيتيل كو إنزيم أ المتولدة في أكسدة الأحماض الدهنية تتحدى قدرة المعالجة لدورة حمض الستريك، فمثلًا، إذا كان النشاط في دورة حمض الستريك منخفضًا بسبب الكميات المنخفضة من المواد الوسيطة مثل الأوكزالوأسيتات، سيُستخدم الأستيل كو إنزيم أ بدلًا من ذلك في التخليق الحيوي لأجسام الكيتون عبر الأستيل كو إنزيم أ وبيتا هيدروكسي بيتا ميثيل غلوتاريل كو إنزيم أ، علاوة على ذلك، نظرًا لوجود كمية محدودة فقط من الإنزيم المساعد A في الكبد، يسمح إنتاج الكيتون بتحرير بعض الإنزيم المساعد لمواصلة أكسدة الحمض الدهني بيتا. يمكن أن يحدث استنفاد الغلوكوز والأوكسالوآسيتات عن طريق الصيام أو ممارسة التمارين الرياضية القاسية أو اتباع نظام غذائي عالي الدهون أو غير ذلك من الحالات الطبية، وكلها تعزز إنتاج الكيتون. الأحماض الأمينية منزوعة الأمين التي تكون الكيتون، مثل الليوسين، تغذي أيضًا دورة حمض الستريك، وتشكل أسيتو أسيتات وأ كو إنزيم أ ACoA وبالتالي تنتج الكيتونات. إلى جانب دور أسيتو أسيتات وأ كو إنزيم أ ACoA في تخليق أجسام الكيتون، فهو أيضًا وسيط في تخليق الكوليسترول، ولكن الخطوات مقسمة. يحدث التولد الكيتون في المتقدرة، بينما يحدث تكوين الكوليسترول في العصارة الخلوية، وبالتالي يتم تنظيم كلتا العمليتين بشكل مستقل.